# Ady Endre Gimnázium (Debrecen)
A Debreceni Ady Endre Gimnázium (korábbi elnevezései alapján: Liszt Ferenc téri Gimnázium, Ady Endre Gimnázium) Debrecenben a Liszt Ferenc utca 1. alatt, az Ady Parkban található középfokú oktatási intézmény.

## Története
1984 szeptemberében az akkori fenntartója, Debrecen városa elsősorban a város és Hajdú-Bihar megye diákjai számára két évfolyammal és 8 osztállyal nyitotta meg az akkori Liszt Ferenc téri Gimnáziumot. Az alapító két fontos feladattal bízta meg. Az egyik a középiskolás szintű speciális művészeti képzés indítása, az akkor még újnak számító, Szentesen és a budapesti Vörösmarty Gimnáziumban folyó dráma-tagozatos, illetve a régióban szintén egyedülálló ének-zene tagozatos oktatással. A másik az idegen nyelvi oktatás tagozatos formában történő megvalósítása. Ezt a feladatot először német és spanyol, majd az igények alapján később angol és német (olasz, francia) oktatással oldotta meg az intézmény. 1986-ban, Ady Endre születése napján (november 22.) saját kezdeményezésükre felvehették Ady Endre nevét.
Az intézmény az első érettségi vizsgáját 1987-ben tartotta (Ady lírájáról beszélt az első maturáló). Azóta évente közel 150-en tesznek sikeres vizsgát, és szinte minden végzett tanuló a felsőoktatásban folytatja tanulmányait. A művészeti képzésben részesülők a három évtized alatt számos országos és nemzetközi versenyeredménnyel gyarapították az iskola hírnevét. A képzés sikerét mi sem bizonyítja jobban, mint az, hogy a drámatagozaton, majd a Színház- és Filmművészeti Egyetemen végzett színészeik száma jóval száz feletti, és több tucatnyian dolgoznak a médiában. Számos neves színész, zenész, rendező, média-szakember és persze orvos, mérnök, kutató, jogász stb. végzett az iskolában, akik interjúikban szeretettel emlékeznek az alma materre.
A Debreceni Ady Endre Gimnázium és tanárai megalakulása óta számos oktatáshoz, kultúrához kötődő civil szervezetben vállaltak kezdeményező szerepet. Alapító tagjai az Önfejlesztő Iskolák Egyesületének, dolgoznak a Gimnáziumok Országos Szövetségében, a Kétnyelvű Iskolák Egyesületében, a Szakmai Középiskolásokért Kulturális Egyesületben és a Magyar Drámapedagógiai Társaságban. Az országos angol civilizációs versenyt az Ady indította útjára.
Diákszínpaduk Magyarország Kiváló együttese, rendszeres szereplője a hazai és nemzetközi fesztiváloknak, győztese az országos versenyeknek. A debreceni Csokonai Nemzeti Színház Légy jó mindhalálig produkciója a gimnázium tanárai és számos diákja segítségével országos visszhangot kiváltó produkciójává vált. Drámásaik az elmúlt nyarakon kínai gyermekfesztiválon vehettek részt. Rendszeres szereplői a debreceni virágkarneváloknak. Leánykaruk 2010-ben és 2014-ben is kategória győztese volt a Bartók Béla és a Cantemus Nemzetközi Kórusversenyeknek, Kerekes Rita karnagyi díjat, a kórus számos különdíjat kapott. Az igazgató által alapított Ady-gyűrűt minden tanév végén a Csokonai Színházban rendezett Adyák Gála keretében veszi át a titkos szavazással kiválasztott „Év tanára”.
Tanulóik tanulmányi, művészeti és sport eredményei évről évre javulnak, elismerésre méltóak. Különösen sokat javultak a tanulmányi területen. 30 év alatt 3,38-ról 4,35-re nőtt az iskolai átlag. Minden tanévben legalább fél tucat diákjuk jut az OKTV döntőjébe, elsősorban humán tárgyakból (művészetek, magyar, idegen nyelvek).
Fennállása óta az iskola komoly hagyományrendszert alakított ki, így pl. az intézmény minden diákját elviszi Ady Endre romániai szülőházához Érmindszentre és Nagyváradra, illetve budapesti sírjához és az Ady Múzeumba. A karácsonyi, valamint a tanévzáró koncerten és az “Adyák Gálák”-on a művészetekben tehetséges diákok látványos műsorral ajándékozzák meg szüleiket és a város érdeklődő közönségét. (A városi televízió évről évre többször is adja a műsort.)
A gimnázium az eltelt harminc esztendő alatt több mint 200 helyet lépett előre a középiskolák között. Hat éve tartósan az ország legjobb 100 középiskolája között szerepel a HVG rangsorában. (A 2016-17-es tanévben a 67. helyen végzett.)

### Az iskola igazgatói 1984-től napjainkig
- Borbély Anikó (1984–1989)
- Kiss Tiborné (1989–2002)
- Rózsavölgyi Gábor (2002–2018)
- Türk László[1] (2018–2020)
- Dobránszky Sándor (2020–)

## Díjak, jelölések, neves diákok és tanárok
A nevelőtestület 2003-ban és 2011-ben elnyerte a Debrecen Város Közoktatásáért elismerő díjat. Ezt a rendkívül komoly szakmai elismerést 1996-ban Kiss Tiborné, 2002-ben Várhalmi Ilona, 2008-ban pedig Rózsavölgyi Gábor is megkapta. 2009-ben Subiczné Palotai Erzsébet Kiváló pedagógus lett. Két iskolai dolgozó tanácsosi, egy pedig főtanácsosi címmel büszkélkedhet. Az igazgató 2014-ben Eötvös József-díjat kapott, két tanár pedig „Bonis-bona”, Várhalmi Ilona Csokonai díjat. Ugyanő az Év művésze lett a Hajdú-Bihari Napló szavazásán. A Debreceni Egyetem kétszeresen kitüntetett Kiváló gyakorlóhelye. Nárcisz iskola a Magyar Hospice Alapítvány jóvoltából.
2011-ben és 2014-ben is Akkreditált Kiváló Tehetségpont lett az Ady: dráma, magyar-angol két tanítási nyelvű képzés és kórusének vonatkozásában.
Neves diákok a teljesség igénye nélkül: Kálloy Molnár Péter, Hajdu Steve, Schell Judit, Hajdu Szabolcs, Gubás Gabi, Botos Éva, Fésűs Nelly, Haffner Anikó, Bacskó Tünde, Csomós Lajos, Major Melinda, Juhász Réka, Varju Kálmán, Orosz Dénes, Sarádi Zsolt, Tarsoly Krisztina, Szabó Máté, Polgár Csaba, Zolnai András, Keresztes Tamás, Takács Nóra Diána, Klem Viktor, Nagy Enikő, Tornyi Ildikó, Tenki Réka, Matkó Tamás, Mercs János, Boros Kriszta, Kiss Anita, Szani Roland, Ortutay Dóra, Kalapos Mihály, Rác Benedek Balázs, Társi István, Gibárti Viktor, Pataki Ferenc, Gyöngyössy Zoltán, Olasz Renátó, Waskovics Andrea, Hevesi László, Mészáros Ibolya, Földeáki Nóra, Dózsa Gergely.

## Az iskola képzései
Az iskola saját szellemi terméke, innovációja a tantestület által kidolgozott drámatagozatos egyedi tanterv, mely 1991-től került bevezetésre és az ország több iskolája átvette, valamint az 1993-ban induló hat évfolyamos képzés és annak tanterve. Az intézmény először 1989-ben a nyelvi alapítványos képzés tanterveit dolgozta ki, majd 1998-ban - a régióban elsőként - megindította a két tanítási nyelvű képzést angol célnyelvvel. 2005 óta nyelvi előkészítővel induló öt évfolyamos képzés keretében emelt nyelvi és művészeti oktatást is folytat az iskola. Kiemelkedő a tehetséggondozásuk. A gimnázium tanárai számos "jó gyakorlat" gazdái. A tantestület lelkesedését bizonyítja az iskola színes iskolán kívüli programkínálata. Az intézmény a fakultációkon, drámás órákon kívül számtalan alkalmat kínál a diákoknak sportolásra (futsal, aerobik, túrakirándulások és sítábor), művelődésre (művészettörténelem, spanyol és irodalom szakkör továbbá vitaklub) és tehetséggondozásra (rajz szakkör).
A Debreceni Ady Endre Gimnázium, bár sokan a város egyik legszabadelvűbb iskolájaként tekintenek rá, rendkívül hagyománytisztelő, fontos feladatának tekinti az általa tisztelt elvek és értékek megőrzését.

### Emelt szintű dráma
Az Ady Endre Gimnázium különlegessége az emelt dráma tagozat. Az ország különböző pontjairól érkeznek tehetséges diákok az iskolába, akik a tapasztalt tanárok kezei alatt színvonalasan alkotnak. Rendszeresen fellépnek a Csokonai Színház darabjaiban. Legutóbb néhány tehetséges diák Geszti Péter és Dés László musicaljében: A Pál utcai fiúkban kapott jelentős szerepeket az előbb említett intézményben.

### Magyar-angol kéttanítási nyelvű képzés
Az angol kéttannyelvű tagozat az iskola egyik büszkesége. A diákok angol nyelven tanulják a matematika, történelem, földrajz és angol-amerikai célnyelvű civilizáció tárgyakat. A tagozatra járó diákok éves csapatépítő programon vesznek részt a C-Day keretein belül. Ezen a napon a diákoknak a délelőtt folyamán angol nyelven kell előadniuk az általuk választott témában, majd délután folyamán a mindenkori tizedik évfolyam szervezésében csapatépítő programokon vehetnek részt. Egyéb lehetőség még a tagozatosok számára az amerikai cserekapcsolatunk. A Loudoun Valley High School diákjai minden évben ellátogatnak az iskolába és a diákoknál szállnak meg. A cserekapcsolat értelmében minden második évben magyar csoport utazik az Államokba egy rövid csereidőszakra. Az amerikai diákok az adys tanulókkal együtt szintén minden évben részt vesznek a Karinthy Frigyes Gimnázium által szervezett angol nyelvű diák-ENSZ konferencián a Karinthy Model United Nations-ön. A fiatalok formális nyelvet használva betekintést nyernek a diplomácia világába és nemzetközi közegben egy nagy presztízsű esemény keretén belül még az Országház képviselői székeibe is beülhetnek.

## Az épület és környezetének sajátosságai
Az épület 1953-ban épült, tanítóképző iskolaként majd főiskolaként működött. 1983-ban a főiskola elköltözése után felújításon és átalakításon ment át. 1984 szeptemberében kezdte itt az első tanévét a gimnázium. Az egykor itt található ligetre már csak az iskolát körülölelő Ady-park emlékezteti az arra látogatókat. A park egyébként szerves része lett az épületegyüttesnek, a diákok előszeretettel töltik itt délutánjaikat. Az Ady Park elnevezést a tanulók "ötlete" alapján, az igazgató előterjesztésére kapta a város közgyűlésétől a közterület 2011-ben. 2015-ben a parkot teljesen átalakították, modern külsőt kapott. 2016 áprilisában az iskolahasználók régi vágya teljesült. Az igazgató és az Adyák Alapítvány kezdeményezését Debrecen Megyei Jogú Város Önkormányzata és Dr. Papp László polgármester úr felkarolta, és a Nemzeti Kulturális Alap támogatását is felhasználva Győrfi Ádám fiatal szobrászművész az ifjú Ady padon ülő szobrát alkotta meg az iskola előtt, amely már a 2016-os ballagáson belekerült a búcsú ünnepség koreográfiájába. A diákok szívesen ülnek mellé, a kezében tartott könyv érintése pedig - állítólag - sikert hoz a vizsgákon..